# Renesansni festival u Koprivnici
Renesansni festival je turističko-povijesna manifestacija, koja se sredinom kolovoza održava u Koprivnici od 2006. godine.
Četverodnevna manifestacija rekonstruira razdoblje kada je Koprivnica postala slobodnim kraljevskim gradom (1356.), a najviše se bavi razdobljem s kraja 15. te 16. stoljeća, iz kojeg potječu ostaci renesansnih bedema na kojima se i odvija cjelokupni program. Mnogobrojni sadržaji manifestacije inspirirani su renesansom, a to dočaravaju: zanatlije (najveći sajam srednjovjekovnih obrta u ovom dijelu Europe), trgovci, vitezovi, dame, kralj i dvorjani, skitnice, prosjaci, kmetovi, alkemičari, glazbenici, zabavljači i mnogi drugi, poput kuhara koji na licu mjesta spremaju jela po srednjovjekovnim receptima, a piju se samo pića iz tog vremena poput medovine, vina i piva, i to iz drvenih i lončarskih čaša i posuda. Odvija se na površini od čak deset nogometnih igrališta. Svake godine postoji glavna tema kao što su: životinje, tortura, lakrdijaštvo, putujući trgovci, tajne željeza i dr.
Renesansni festival manifestacija je s koje je potpuno uklonjena plastika te posjetitelji jedu i piju iz drvenih i keramičkih posuda. Od atrakcija, ističe se drvena palisada, odnosno zid dugačak oko 600 metara, koji okružuje glavninu festivalskog prostora. Vrhunac manifestacije je noćni napad na grad, atraktivna bitka koja se održava u subotu u večernjim satima.

## Galerija
- Trakošćanski streličari
- Red vitezova Ružice grada
- Vitezovi
- Šatori vitezova iz Češke